# Риздвянский сельский совет (Новониколаевский район)
Риздвянский сельский совет (укр. Різдвянська сільська рада) — входит в состав
Новониколаевского района
Запорожской области
Украины.
Административный центр сельского совета находится в 
с. Риздвянка.

## История
- 1796 — дата образования.

## Населённые пункты совета
- с. Риздвянка